# Friuli Grave Verduzzo friulano frizzante
Il Friuli Grave Verduzzo Friulano frizzante è un vino DOC la cui produzione è consentita nelle province di Pordenone e Udine.

## Caratteristiche organolettiche
- colore: da paglierino chiaro a giallo dorato.
- odore: caratteristico.
- sapore: asciutto oppure amabile o dolce nelle specifiche tipologie, vivace nel tipo specifico.

## Produzione
Provincia, stagione, volume in ettolitri
- nessun dato disponibile